# Most Jiráska
Most Jiráska (cz. Jiráskův most) – most drogowy nad Wełtawą, w Pradze, stolicy Czech. Łączy Jiráskovo náměstí na prawobrzeżnym Nowym Mieście z lewobrzeżnym Smíchovem.
Budowę mostu rozpoczęto w 1929 roku, a projektantami byli Vlastislav Hofman i František Mencl. Długość mostu wynosi 310,6 m, a szerokość 21 m. Posiada sześć przęseł o rozpiętości od 45 do 51 metrów.